# Andre de Staercke
Andre de Staercke (* 1913; † 2003) war ein belgischer Diplomat.

## Leben
Andre de Staercke wurde zum Doktor der Rechtswissenschaften promoviert. Von 1943 bis 1945 war er Büroleiter von Paul-Henri Spaak in der Exilregierung in London.
Von 1945 bis 1950 war er Sekretär von Karl von Belgien. Am 12. Februar 1949 druckte Le Soir die Rede, von Winston Churchill vom Mai 1940 vor dem House of Commons, in welcher dieser die Kapitulation von Leopold III. geiselte. In der Folge sandte ein ehemaliger Sekretär von Leopold III. einen Brief an Churchill, in welchem er den Inhalt der Rede in Abrede stellte. Churchill sandte daraufhin einen Brief an De Staercke, in welchem er schrieb, dass die Worte vom Mai 1940 wohlüberlegt waren und er mittlerweile keinen Grund erfahren hätte sie zu ändern. De Staercke wurde ein Freund von Baudouin I. und saß im Juni 1983 beim Leichenschmaus von Karl von Belgien zur Rechten von Baudouin I. Von 1950 bis 1952 war er von der  Regierung von Joseph Pholien zum Nordatlantikrat abgeordnet. Von 1952 bis 1976 war er ständiger Vertreter der belgischen Regierungen beim Nordatlantikrat und wurde in diesem Gremium 1954 Doyen.

## Veröffentlichungen
- André DE STAERCKE, Memoires over het Regentschap en de Koningskwestie, teksten en documenten uitgegeven door Jean Stengers en Ginette Kurgan – van Hentenryk, Lannoo, Tielt, 2003
- André DE STAERCKE, Tout ça a passé comme une ombre. Mémoires sur la Régence et la Question Royale, textes et documents édités par Jean Stengers et Ginette Kurgan – van Hentenryk, Editions Racine, Bruxelles, 2003.